# AYABIE
Ayabie (яп. 彩冷える アヤビエ, Ayabie) — японская oshare kei группа. Группа является основоположником направления Котеоса[неизвестный термин] и известна сочетанием агрессивного метала с мягким и позитивным поп-роком в своём творчестве. Большое количество костюмов группы было создано компанией ID Japan. 31 декабря 2013 года группу покинули вокалист Yumehito и басист Intetsu.

## История
Впервые собственный концерт группа дала 8 мая[уточнить] в Takadanobaba AREA. В тот же день вышел макси-сингл «Kagen no sakura, ame», который был распродан прямо на концерте. Так же был выпущен в количестве 1000 копий макси-сингл «Romancer».
Ayabie дали много концертов, и летом 2004 года ребята отправились в совместный с Alice Nine тур. В сентябре в количестве вышел макси-сингл «Chousoi sou yori san rin». Этот сингл занял седьмое место в чарте Oricon Indies.
Первый альбом Ayabie был выпущен 21 марта 2005, назван «Ayabie sokukan ongenshuu». Он включал в себя DVD, который содержал PVs на песни «Daikei» и «Misery in the dusk». Но эти клипы не были новыми, так как их уже выпускали на DVD 2004 года.
25 апреля 2005 у Ayabie вышел сингл «Kuroi stukai to shikinegai», а 25 мая вышло второе издание этого сингла. 10 июня вышел сингл «Igyou no sou no doujisha taikanshiki zenya». Месяц спустя вышел сингл «Kakoyakasuresakebishi tsukikoi». На 10 августа выходит сингл «Manatsuyukitorokerushyougen kiss me snow».
Всё это время творчество группы поддерживали лишь временные барабанщики, но наконец свершилось. К ним присоединился Кэндзо.
В апреле 2006 группа посетила Финляндию, в июне — Германию и Францию. Вернувшись в Японию, ребята вынуждены были попрощаться с гитаристом и лидером группы, Рёхэем, из-за разногласий по поводу творческих планов группы. Последнее живое выступление с ним состоялось 30 августа в Shibuya AX. После ухода из Ayabie, он основал новую группу Megamasso.
А уже три месяца спустя его заменил Юмэхито (ex-Soroban), став новым гитаристом Ayabie. Ребята постепенно привыкали к изменениям, которые внёс в группу Юмэхито, который стал также автором текстов большинства последующих песен.
В 2007 Ayabie снова посещают Европу и выпускают мини-альбом «Ecumenical» наряду с многочисленными синглами. В 2008 году в рамках мирового турне группа гастролирует в США, и их популярность растёт.
2010 год стал переломным для группы. По неизвестным причинам группа решает прекратить деятельность и распадается на вокалиста Аоя, начавшего сольную карьеру, и остальных участников, образовавших вместе новый проект.
7 августа было объявлено, что Такэхито, Интэцу, Кэндзо и Юмэхито сформировали новую группу, названную AYABIE. Свою карьеру новая группа начала с записи альбома «Virgin Snow Color −2nd season» и вышедшего следом сингла «Melody». Клип к заглавной песне содержит кадры из фильма «En-enishi», в котором снялись участники группы.
Через год после создания, летом 2011 года AYABIE перешли в статус мэйджер[неизвестный термин], подписав контракт с TOY’S FACTORY. Также было объявлено о первом официальном релизе альтер эго группы DEATHBIE.
Для ребят год завершился приглашением на ежегодный аниме-фестиваль «A-Kon» в США вместе с OZ.
29 июля 2012 года группа собралась ещё раз старым составом, то есть Аой на вокале, Юмэхито и Такэхито на гитаре, Интэцу на басу и Кэндзо на барабанах, для выступления на «AREA 15th anniversary» вместе с R-Shitei, Kra, SCREW, D=OUT и Moran.
В сентябре коллектив взял небольшую паузу в концертной деятельности, но уже в декабре было объявлено о возвращение группы.
В феврале 2013 вовремя трансляции на nico nico AYABIE представили нового участника — клавишника Тайто. 5 июля после выступления в Shinjuku BLAZE барабанщик Кэндзо покинул AYABIE. Вскоре он присоединился к проекту Hitsugi (Nightmare) - Gremlins, в качестве официального участника.

## Участники
- Юмэхито (夢人, настоящее имя Юмэхито Кавано (河野夢人); род. 22 сентября 1985 года в Йоккаити) — вокалист, гитарист.
- Такэхито (タケヒト; род. 24 августа 1982 года) — гитарист.
- Интэцу (インテツ; род. 1 февраля 1983 года) — бас-гитарист.
- Тайто (泰斗) — клавишник.

### Бывшие участники
- Кэндзо (ケンゾ; род. 9 декабря 1982 года) — барабанщик.
- Аой (葵, настоящее имя Синобу Сато (佐藤忍); род. 1 апреля 1981 года) — вокалист.
- Рёхэй (涼平; род. 27 марта 1983 года) — гитарист, автор песен.

## Дискография
Альбомы
- Ayabie Sokukan Ongenshū (アヤビエ 即完音源集) (21 марта 2005)
- Virgin Snow Color (バージン スノー カラー) (15 ноября 2006)
- Euro Best (9 августа 2006)
- Irodori (彩 -irodori-) (27 января 2010)
- Jisuru Moratorium (辞するモラトリアム) (24 августа 2019)

EP
- Tetsu no Shima (鉄の島) (1 января 2005)
- Equal Prayer 2 All（限定盤) (26 октября 2005)
- Ecumenical (エキュメニカル) (7 марта 2007)
- Rikkaboshi (28 ноября 2007)

Синглы
- Heien No Ato, Ame (閉園の後、雨) (8 мая 2004)
- Romancer/Metamorph Last Page (ロマンサー／変態最終頁) (8 мая 2004)
- Metamorph Last Page/Romancer/Kagen Sakura (変態最終頁／ロマンサー／下弦櫻) (17 июля 2004)
- Ayabie no Orugōru Ongen Vol.1 (アヤビエのオルゴール音源vol.1) (30 июля 2004)
- Chōsui Sō Yori, San Rin (貯水槽より、三人) (15 сентября 2004)
- Gothic Party (ゴシックパーティー) (15 октября 2004)
- Lovers Name (ラバーズネーム) (29 декабря 2004)
- M (エム) (10 февраля 2005)
- Melting Cinnamon (メルトインシナモン) (1 марта 2005)
- Kuroi Tsukasasa Guito Shinegai -Second Press- (クロイツカササグイトシネガイ -セカンドプレス-) (25 апреля 2005)
- Taikanshiki Zenya (戴冠式前夜) (15 июня 2005)
- Tsuki Koi (月請い) (13 июля 2005)
- Kiss Me Snow (キスミイスノウ) (10 августа 2005)
- Lempicka (7 декабря 2005)
- Mafuyu, Yonrenyasō (真冬、四連夜奏) (18 января 2006)
- Japanese Low-Res Caramel Town (ジャパニーズ ロウレゾ キャラメルタウン) (15 февраля 2006)
- Chō (蝶) (31 марта 2006)
- Faint/Topaz (Faint／トパーズ) (28 июня 2006)
- N.M. Gentei Ongen Shū (エヌエムゲンテイオンゲンシュウ) (август 2006)
- Kimi no Koe to Yakusoku (君の声と約束) Type A and B (1 ноября 2006)
- Garasuzaiku no Ohanashi (硝子細工のお話) (7 января 2007)
- Browny (ブラウニー) (14 марта 2007)
- -Ecumenicalimage- (8 апреля 2007)
- Sakura Mau Kisetsu ni (桜舞う季節に) Type A and B (25 апреля 2007)
- Cubic'「L/R」ock (27 июня 2007)
- Extreme Machine (エクストリーム・マシーン) (14 сентября 2007)
- Yubisaki (26 сентября 2007)
- Day Dream (6 октября 2007)
- Melt Away (19 марта 2008)
- Mikazuki no Kiseki (25 июня 2008)

DVD
- Daikei/Misery in the Dusk (台形／ミザリィインザダスク) (21 декабря 2004)
- 1 Dan Tobi −2005.4.1 Shibuya O-East- (1段飛び ～2005.4.1 SHIBUYA O-EAST～) (20 августа 2005)
- Tokyo-Prayer (1 февраля 2006)
- Tokyo-Rock Show (24 мая 2006)
- Ayabie Sokukan Eizoushū (アヤビエ即完映像集) (19 июля 2006)
- Film Spiral  (フィルムスパイラル) (13 февраля 2008)